# Josh Wright
Joshua William Wright, född 6 november 1989, är en engelsk fotbollsspelare (mittfältare) som spelar för Crawley Town. Han har även representerat England på U16-, U17-, U18- och U19-nivå.

## Karriär
Den 31 maj 2018 värvades Wright av Bradford City, där han skrev på ett tvåårskontrakt. I juni 2019 värvades Wright av Leyton Orient.
Den 8 januari 2021 värvades Wright av Crawley Town, där han skrev på ett 2,5-årskontrakt.